# Pomacentrus proteus
Pomacentrus proteus är en fiskart som beskrevs av Allen, 1991. Pomacentrus proteus ingår i släktet Pomacentrus och familjen Pomacentridae. Inga underarter finns listade i Catalogue of Life.